# Месквоки

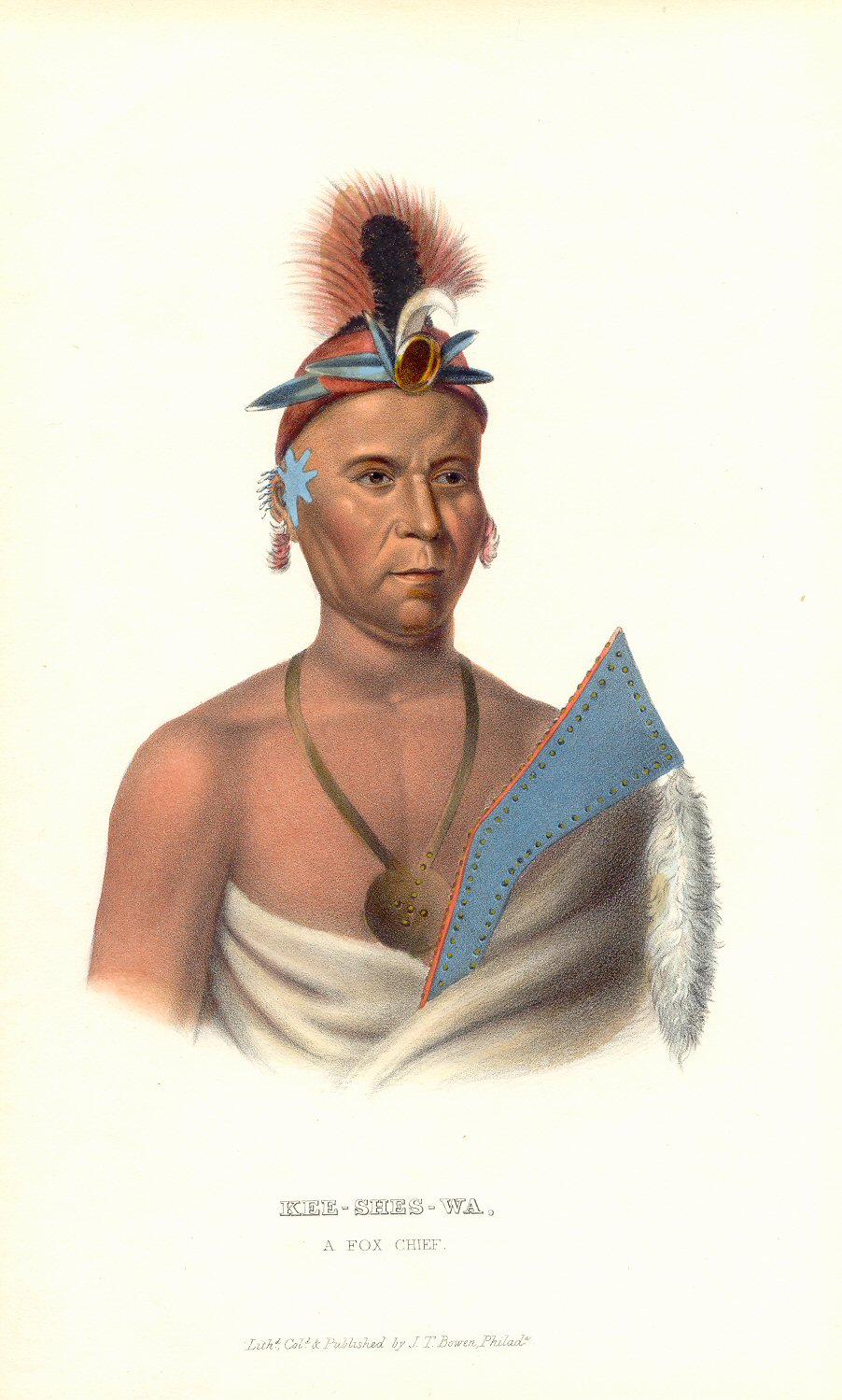
Кі-шес-ва, вождь месквоків. Художник Чарльз Берд Кінг

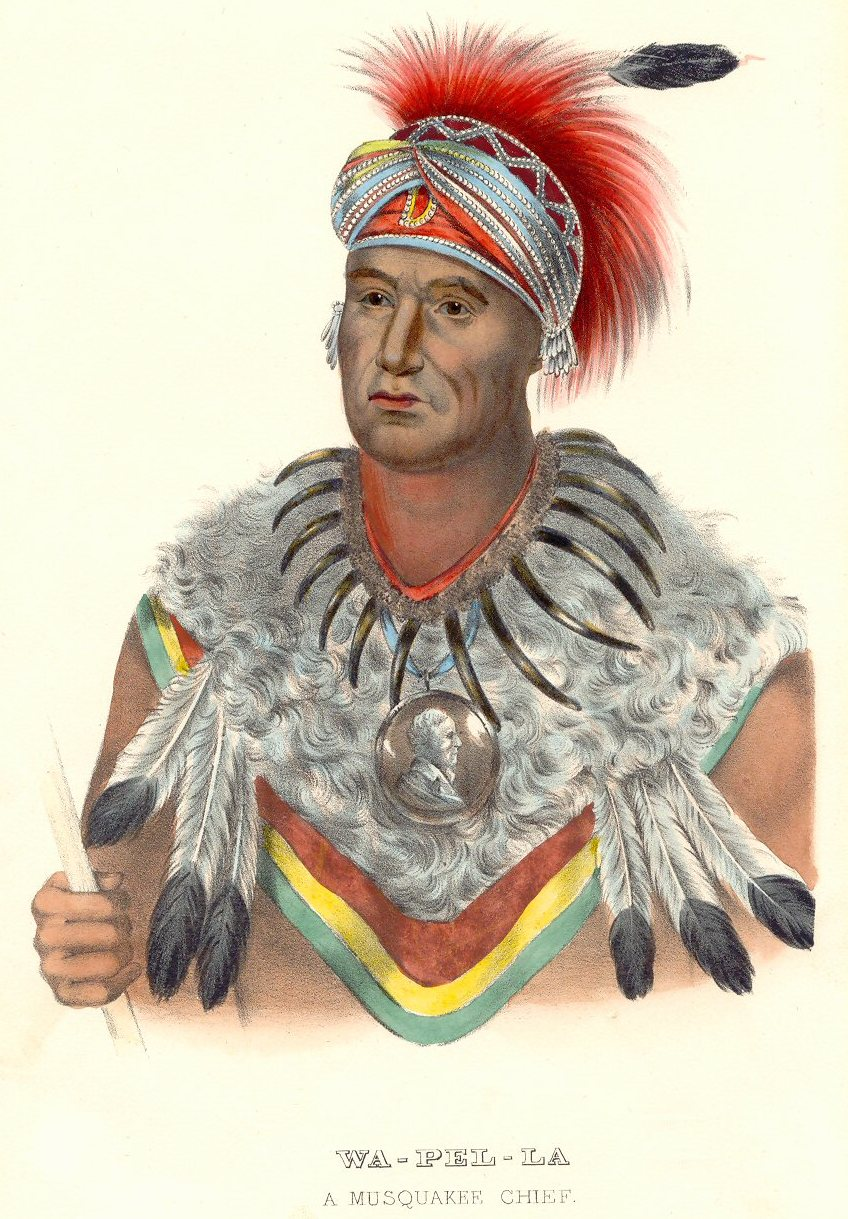
Вождь Вапелла (Вапелло). Художник Чарльз Берд Кінг.

Месквоки (мескваки), Meskwaki, самоназва Meshkwahkihaki, «люди червоної землі», відомі також як фокси або плем'я лисиць, Fox (назва одного з кланів, помилково поширена французькими мандрівниками на все плем'я) — народ, що розмовляє мовою сак-фокс алгонкінської сім'ї. Разом із племенем сак, яке розмовляє тією ж мовою, нерідко розглядається в рамках федеральної політики США як частина єдиної нації сак-фокс, попри те, що протягом століть два племені відокремлюють себе одне від одного.

## Етимологія
Назва походить від міфу про творення народу мескваки, в якому їхній культурний герой, Вісака, створив перших людей з червоної глини. Вони називали себе «Meshkwahkihaki» мовою месквакі, що означає «Червоні Землі». Назва «фокси» (лисиці) з'явилася пізніше через помилку французів у колоніальний період: почувши, як група індіанців одного з кланів називає себе «фокс», французи застосували це ім'я клану до всього племені, яке говорило тією ж мовою, назвавши їх «les Renards» (лисиці). Згодом англійці та англо-американці прийняли французьку назву, використовуючи її переклад англійською як «Fox». Ця назва також використовувалася офіційно урядом США з ХІХ століття.

## Історія
На думку археологів, близько 10 тис. років тому (датування є спірним) люди з Євразії мігрували в Америку через Берингів перешийок. Близько 7 тис. років тому палеоіндіанці досягли території сучасного Онтаріо. На рубежі 1 ст. н. е. сталася Велика посуха, внаслідок чого місцеве населення зменшилося приблизно на 98 %.
Месквоки жили на схід від Мічигану вздовж річки Святого Лаврентія. В епоху розквіту, безпосередньо перед контактом з європейцями, чисельність племені могла досягати 10 000 осіб.
Внаслідок воєн з гуронами, яких підтримували французи, а також занесених європейцями інфекцій населення істотно скоротилося, а месквоки мусили переселитися на захід, спочатку на територію між затокою Сагіно і Детройтом у Мічигані, пізніше на територію Вісконсину.
У Вісконсині месквоки контролювали річку Фокс, яка відігравала важливу роль у торгівлі хутром між Французькою Канадою і внутрішньою частиною Північної Америки, оскільки по ній можна було сплавлятися з Грін-Бей на озері Мічиган до річки Міссісіпі.
1829 року за оцінками уряду США, налічувалося близько 1500 месквоків і 5500 сауків. У цей час частина індіанців із цих племен брала участь у Війні Чорного Яструба за землі в Іллінойсі.
Після Війни Чорного Яструба 1832 року уряд США, для зручності підписання договорів, офіційно об'єднав два племені, сак і фокс, у Конфедерацію сак-фокс (Sac & Fox Confederacy). Внаслідок декількох поступок земель, здійснених від імені конфедерації, племена сак і фокс втратили всі свої землі і 1845 року їх переселено Дорогою драгунів у резервацію в східно-центральній частині Канзасу.
Індіанці з племені месквоків розселилися на півдні штату Вісконсин і вздовж кордону штатів Айова-Іллінойс. Месквоки, яким удалося втекти на захід від річки Міссісіпі, стали відомими як «утрачений народ» серед племені дакота.
У жовтні 1842 року за договором племена сак і месквоки мусили продати свої земельні ділянки в штаті Айова. Вони переселилися на захід від тимчасового кордону (Лінія Червоних скель) 1843 року і на землі в Канзасі 1845 року.
Багато месквоків пізніше переселилися в Поселення Месквоки поблизу річки Тама у штаті Айова, яке виникло близько 1856 року. Законодавчі збори штату Айова прийняли тоді безпрецедентний закон, що дозволяв індіанцям купувати землі; до цього вони були позбавлені такого права. Незабаром після цього федеральний уряд змусив плем'я сак переселитися в резервацію на Індіанській території, нині штат Оклахома.
Протягом наступних 30 років месквоками нехтували уряди США та штатів. З іншого боку, саме цей факт допоміг їм жити незалежніше, ніж племена, резерваціями яких керувала федеральна влада. Для вирішення цієї юридичної двозначності 1896 року штат Айова поступився федеральному уряду своєю юрисдикцією над плем'ям месквоків.
До 1910 року залишалося загалом близько 1000 індіанців племен сак і месквоки. Станом на 2000 р. їх загальна кількість становила менш як 4000.

## Шифрувальники
У січні 1941 року в американську армію призвано 27 месквоків — 16 % тодішньої чисельності їх у штаті Айова. Під час Другої світової війни месквоків залучали як шифрувальників нарівні з представниками низки інших племен. Якщо навахо використовувалися на тихоокеанському театрі бойових дій, то месквоки — у війні проти німців у Північній Африці.

## Сучасний стан
У сучасному поселенні Месквоки в окрузі Тама є племінні школи, департамент громадських робіт, племінні суди та поліція.